# Gravity Probe B
Pour les articles homonymes, voir GPB.
Gravity Probe B (GP-B, ou GPB) est un satellite scientifique américain qui fonctionne entre 2004 et 2005 avec l'objectif de vérifier l'effet Lense-Thirring, une des conséquences de la théorie de la relativité générale d'Albert Einstein. Le développement du satellite est supervisé par l'université Stanford. Pour vérifier cet effet, le satellite emporte plusieurs gyroscopes d'une extrême précision dont la dérive est mesurée en utilisant comme référentiel une étoile dont le mouvement est connu avec précision. L'expérience rencontre plusieurs déboires et donne des résultats que certains scientifiques[Lesquels ?] considèrent comme ambigus ou n'apportant pas de preuves supplémentaires par rapport à des expériences antérieures[réf. nécessaire]. Néanmoins en mai 2011, l'université Stanford et la NASA annoncent que les données recueillies fournies par Gravity Probe B permettent de confirmer l'effet Lense-Thirring.

## Contexte
L'idée de recourir à un satellite pour vérifier certains aspects de la théorie de la relativité générale remontent au début de l'ère spatiale. Gravity Probe B est une mission de la NASA développée avec le département de physique de l'université Stanford aux États-Unis, et la compagnie Lockheed Martin comme premier sous-contractant. Cette mission est la deuxième expérience de physique fondamentale portant sur la gravité dans l'espace, après Gravity Probe A (en) (GP-A) en 1976.

## Objectifs
Pour un article plus général, voir effet Lense-Thirring.
La mission Gravity Probe a pour objectifs de vérifier deux des prédictions liées à la théorie de la relativité générale :
- l'effet Lense-Thirring (ou effet gravito magnétique ou gravitomagnétisme) prévoit qu'à proximité d'un corps céleste ayant un moment cinétique très important, l'espace et le temps c'est-à-dire le référentiel local se trouve entraîné dans un mouvement de rotation. Le mouvement induit est très faible et il ne peut être facilement détecté qu'aux abords d'un objet particulièrement massif comme un trou noir. Toutefois si on dispose d'un détecteur d'une sensibilité suffisante on peut détecter l'effet Lense-Thirring dû à la Terre. Cet effet induit une rotation extrêmement faible de 0,042 seconde d'arc par an d'un objet placé sur une orbite terrestre à 640 km d'altitude ;
- l'effet de précession géodétique ou effet Einstein-de Sitter découle de la courbure de l'espace-temps créée par le champ gravitationnel d'un objet. Dans le cas d'un objet placé sur une orbite à 640 km d'altitude cet effet induit une rotation de 6,6 secondes d'arc par an. Cet effet est déjà vérifié notamment à travers l'influence de la Terre sur la Lune avec une précision de 1 %.

## Principe de l'expérience

### Principe
Un gyroscope est un instrument qui donne la position angulaire de son référentiel par rapport à un référentiel galiléen (ou inertiel). Un gyroscope, sous l'influence de différentes forces (magnétisme, accélérations subies...) perd progressivement de sa précision. Si on parvient à faire descendre au-dessous d'un certain seuil les dérives affectant le gyroscope, les modifications angulaires qui subsistent correspondent majoritairement à la dérive liée aux deux effets cités plus haut. Au début de l'expérience, l'axe du satellite et du gyroscope est aligné avec celui d'une étoile quasiment fixe dont le déplacement est parfaitement connu. Un télescope pointé sur l'étoile permet de maintenir l'axe du satellite pointé vers l'étoile avec une précision extrême. La dérive du gyroscope est déduite de l'écart entre l'axe du satellite et l'axe du gyroscope compte tenu des mouvements propres de l'étoile. Les deux effets peuvent être mesurés en même temps car ils agissent selon des axes orthogonaux.

### Le gyroscope
Le cœur du gyroscope est constitué par une sphère (le rotor) de la taille d'une boule de ping-pong qui est placée en rotation rapide (initialement prévu jusqu'à 10 000 tours par minute mais en opération environ 4 300 tours par minute) dans une cavité dans laquelle le vide est fait. La sphère est mise en suspension électriquement par six électrodes. Dans l'espace, il suffit d'une tension infime (100 millivolts) pour réaliser cette mise en suspension ce qui constitue une des justifications de la mission. La dérive de l'axe de rotation de la sphère est mesurée par effet Meissner : la sphère est rendue supraconductrice en étant recouverte d'une mince couche de niobium et refroidie à une température de 1,8 kelvin ; dans ces conditions, un champ magnétique se crée aligné sur l'axe de rotation ; la dérive du champ magnétique et donc de l'axe de rotation est calculée à l'aide de capteurs SQUID capable de mesurer des champs magnétiques très faibles. Pour éliminer toute conséquence d'une panne et faciliter le calibrage quatre gyroscopes sont embarqués dont deux tournent dans un sens et deux dans l'autre.
Pour s'affranchir de toutes les sources de dérive autres que celles mesurées et réaliser ainsi un gyroscope un million de fois plus précis que tout ce qui est développé jusqu'à présent :
- le rotor, taillé dans du quartz, constitue une sphère parfaite et homogène : les défauts de surface sont inférieurs à 10 nanomètres et les écarts de densité interne sont inférieurs à 2 millionièmes ;
- un vide presque parfait est réalisé dans la cavité dans laquelle le rotor est logé. La pression est inférieure à 10-12 torr ;
- un blindage magnétique à plusieurs niveaux constitué notamment par des plaques métalliques en phase supraconductrice fait chuter la force du champ magnétique terrestre et solaire ressenti par le gyroscope à 10-17 gauss ;
- les accélérations résiduelles que subit le satellite sont en permanence neutralisées et leur valeur résiduelle est maintenue à valeur inférieure à 10-11 g ;
- la charge électrique est inférieure à 108 électrons ;
- le dipôle électrique est inférieur à 0,1 V/m.

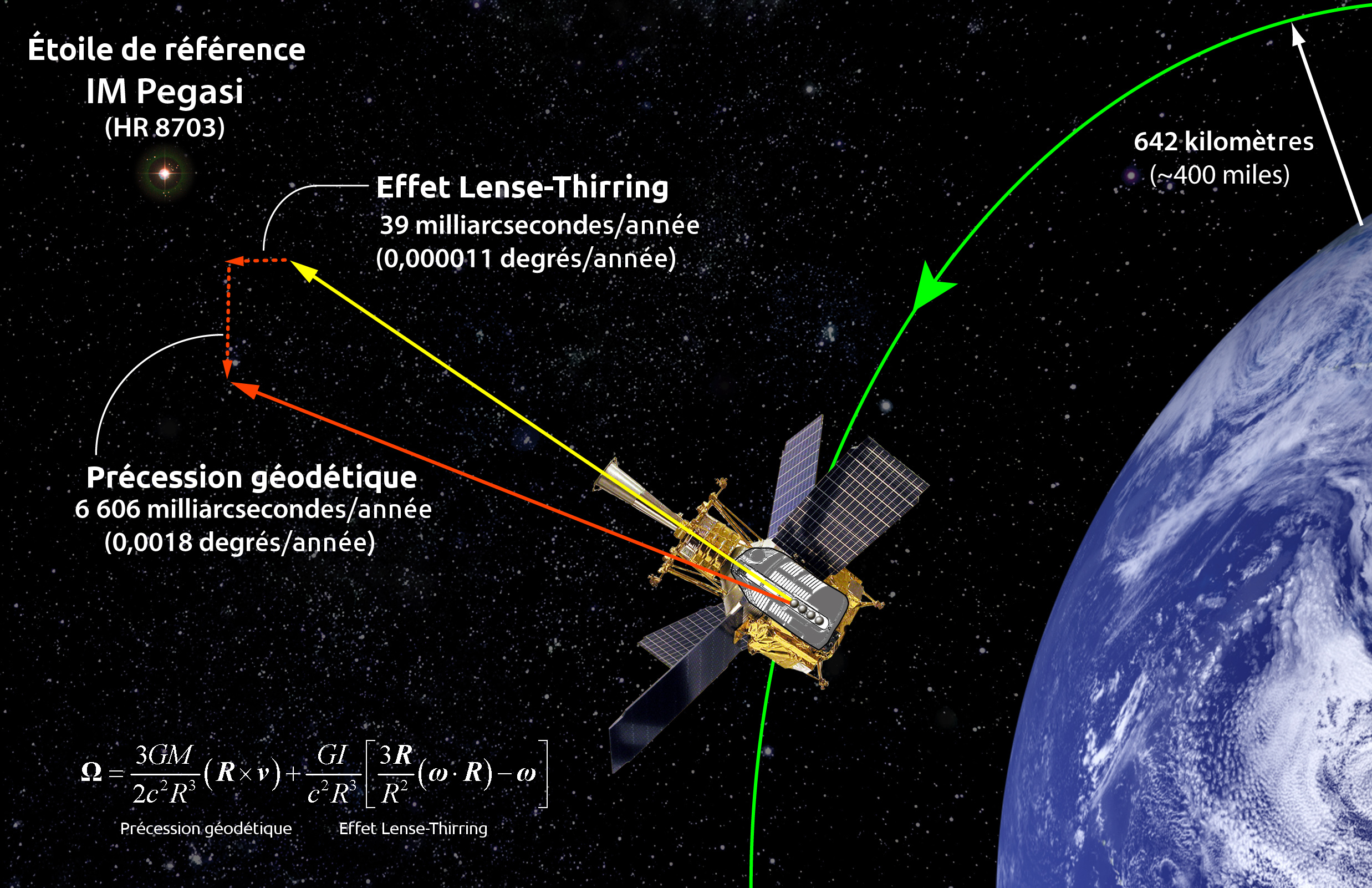
Le principe de mesure de la dérive.

### La mesure de la dérive
Le télescope a une précision de pointage de 0,0001 seconde d'arc. L'étoile utilisée comme référence est HR 8703, IM Pegasi, une étoile très brillante donc facilement repérable, dont la position et la dérive sont connues avec une très grande précision (0,0002 seconde d'arc par an) grâce à une campagne d'observations effectuée avant le lancement en utilisant l'interférométrie à très longue base. Le télescope de type Cassegrain est réalisé dans un bloc de quartz fondu. Son ouverture est de 15 cm et sa focale de 3,75 m. Il existe la technique différentielle pour mesurer le déplacement de l'étoile.
Le satellite est en rotation lente autour de l'axe de visée du télescope pour supprimer des dissymétries éventuelles.

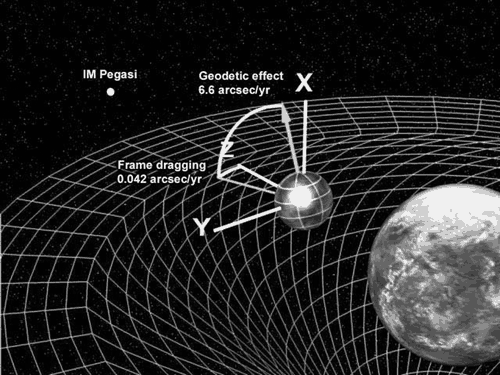
Gravity Probe B autour de son axe.

## Caractéristiques du satellite
Le télescope et les gyroscopes sont plongés dans un vase Dewar (une bouteille thermos) haut de 2,5 mètres contenant 2 441 litres d'hélium liquide qui maintiennent leur température à 2,3° kelvins durant les 16 mois que doit durer la mission. Chaque rotor est enfermé dans deux demi-coquilles en quartz. Un bloc de quartz de forme rectangulaire contient les quatre gyroscopes et est situé au centre de masse du satellite. Le télescope est fixé dans le prolongement du bloc contenant les gyroscopes. L'ensemble de ces instruments est enfermé dans un tube long de deux mètres dans lequel un vide poussé est maintenu et qui forme un blindage contre les influences externes. Des centaines de câbles pénètrent au sommet de cette structure et mettent en relation l'instrumentation qu'elle contient et l'électronique située à l'extérieur du vase Dewar. Au fur et à mesure qu'il se réchauffe, l'hélium passe en phase gazeuse, est recueilli et utilisé par 16 micro propulseurs groupés par paires qui servent à contrôler la position et maintiennent le rotor en chute libre. Le gaz est en permanence expulsé par les 16 propulseurs de manière symétrique donc sans créer d'accélérations ni de changement d'orientation : pour effectuer une correction, l'expulsion du gaz est rendue dissymétrique. La poussée minimale permet d'effectuer une correction de l'orbite de 3 × 10−6° et du pointage de 3 × 10−7°. Trois magnéto-coupleurs, qui génèrent un couple de force en exploitant le champ magnétique terrestre sont également utilisés pour corriger l'orientation du satellite,.
Le satellite dispose par ailleurs pour contrôler son orientation de deux gyroscopes standard, de quatre récepteurs GPS, de capteurs stellaires et de capteurs solaires. Le recours aux capteurs stellaires est nécessaire pour aligner le télescope sur son étoile, compte tenu de l'étroitesse du champ optique de celui-ci (30 secondes d'arc). Quatre panneaux solaires de 3,5 sur 1,3 mètre s'étendent de part et d'autre de la sonde à la manière des ailes d'un moulin à vent. Un pare-soleil tubulaire prolonge le télescope et permet de limiter les réflexions parasites.

## Déroulement de la mission

### Lancement et calibration
Le lancement de GP-B est effectué le 20 avril 2004, à 16 h 57 min 23 s TU par un lanceur Delta II depuis la base base de lancement de Vandenberg, aux États-Unis. La fenêtre de lancement est très étroite car le plan orbital du satellite doit passer par l'étoile  de référence, IM Pegasi (en). Le satellite est placé sur une orbite polaire de 642 km avec une précision de 100 mètres par rapport à la valeur visée. Les panneaux solaires sont déployés, puis le télescope est orienté de manière à pointer vers l'étoile servant de repère. La phase de calibration est lancée. Celle-ci planifiée pour durer deux mois mais va s'étaler en fait sur quatre mois. Durant cette phase on se rend compte que deux des 16 micro propulseurs, chargés de maintenir le rotor du gyroscope en chute libre en annulant les accélérations, ne fonctionnent pas correctement sans doute du fait de la contamination de leurs mécanismes par des particules étrangères. Il faut reconfigurer le logiciel contrôlant les micro propulseurs pour qu'il puisse assurer sa tâche avec 14 engins seulement. Le deuxième problème est beaucoup plus grave. Les rotors des gyroscopes sont placés en rotation rapide par un jet d'hélium gazeux qui est pompé par la suite. Mais ce processus ne parvient pas à imprimer une vitesse de rotation aussi rapide que prévu (entre 3 700 et 5 000 tours par minute au lieu des 8 000-10 000 tours par minute envisagés) rendant l'alignement de l'axe de rotation des rotors sur l'axe du télescope beaucoup plus long que prévu.

### La phase de recueil des données scientifiques
La phase de calibration est officiellement achevée le 27 août 2004 : trois des rotors sont alignés mais le quatrième est toujours en cours d'alignement et cette tâche n'est achevée que deux semaines plus tard. Le personnel du constructeur du satellite Lockheed Martin transfère la responsabilité des opérations à l'équipe constituée par l'université Stanford. Les opérateurs doivent surveiller le fonctionnement du satellite et traiter les anomalies qui surviennent telle qu'une éruption solaire affectant le fonctionnement de l'ordinateur de bord. En juillet 2005, alors que le satellite ne dispose plus que d'une quantité d'hélium liquide disponible assurant un fonctionnement sur 2 à 3 mois, la phase de calibration postérieure débute sur certains des gyroscopes. Il s'agit d'effectuer de nouveaux tests pour évaluer les erreurs systématiques et le moment d'une force des rotors. Le 29 septembre 2005, l'hélium est épuisé mettant fin à la phase de recueil des données.

## Résultats
Les analystes de l'université Stanford et de la NASA annoncent le 4 mai 2011 que les données reçues de Gravity Probe B confirment deux prévisions d'Albert Einstein,,. Mais cette analyse est critiquée par certains.